# 聖特默里亞-奧爾萊亞鄉
45°35′26″N 22°58′14″E / 45.5906°N 22.9706°E
聖特默里亞-奧爾萊亞鄉（羅馬尼亞語：Comuna Sântămăria-Orlea, Hunedoara），是羅馬尼亞的鄉份，位於該國西部，由胡內多阿拉縣負責管轄，面積68平方公里，海拔高度324米，2007年人口3,346，人口密度每平方公里49人。